# Antonín Konrády
Antonín Konrády (26. dubna 1931 Domažlice – 1. února 2025) byl český muzikant, zpěvák, dudák a zakladatel Konrádyho dudácké muziky.

## Životopis
Narodil se 26. dubna 1931 v Domažlicích. Jeho matkou byla švadlena Olga Konrády, rozená Vondrášová a otec Antonín Konrády, místní radiomechanik a podnikatel. Rodina byla hudebně založená. Proto začal Antonín hrát v kapele svého strýce Jiřího. Jeho dědeček Jakub Konrády patřil mezi vážené výrobce dud.
Dne 5. května 1945 zažil osvobození Domažlic a během oslav hrál v místní kapele. Během vojenské služby v letech 1952 až 1954 v Pardubicích a Havlíčkově Brodě založil dva folklorní soubory Psohlavci. Po vojně začal pracovat u firmy Merkur. Později se začal živit jako radiomechanik na poště.
V roce 1955 se svým přítelem Zdeňkem Bláhou založil kapelu Konrádyho dudácké muziky. Kapela vystupovala i v zahraničí, například v roce 1957 v Moskvě.
Jeho manželkou byla slezská rodačka Vlasta Čechová. Žili v Domažlicích. Měli spolu dvě děti, přičemž jeho dcera Ivana Červená zpívala v jeho kapele.
V roce 2011 byl uveden do Dvorany slávy Plzeňského kraje za svůj celoživotní přínos hudbě.
Zemřel 1. února 2025 ve věku 93 let.